# Dahiya-doctrine
De Dahiya-doctrine is een militaire strategie in de asymmetrische oorlogvoering, uitgestippeld door de voormalige stafchef van het Israëlisch defensieleger (IDF) Gadi Eizenkot. De doctrine beoogt de vernietiging van de civiele infrastructuur van vijandig geachte regimes, als een maatregel die is berekend om strijders het gebruik van die infrastructuur te ontzeggen, en de lokale bevolking op te zetten tegen de strijders. Het gebruik van "disproportioneel geweld" om dat doel te bereiken, is ingecalculeerd.
De doctrine is vernoemd naar de Libanese wijk Dahieh in Beiroet, waar Hezbollah zijn hoofdkwartier had tijdens de Libanonoorlog van 2006, en dat door de IDF verwoest werd.
Gadi Eisenkot gaf in 2008 in een interview met Yedioth Ahronoth zijn mening:
Bij de volgende confrontatie met Hezbollah zullen we niet de moeite nemen om op tienduizenden raketwerpers te jagen en we zullen het bloed van onze soldaten niet vergieten bij pogingen om versterkte Hezbollah-posities in te nemen. In plaats daarvan zullen we Libanon vernietigen en ons niet laten afschrikken door de protesten van de "wereld".
Waarnemers zagen in de Israëlische bombardementen op Gaza in november 2023 ook een toepassing van de Dahiya-doctrine. Een uitgelekte vertrouwelijke memo van de Nederlandse militair attaché op de ambassade in Tel Aviv aan de regering vond in dit "disproportioneel geweld" elementen van de Dahiya-doctrine, die "bedoeld is om opzettelijk massale vernietiging te veroorzaken aan infrastructuur en burgercentra", terwijl grote aantallen burgerslachtoffers voor lief worden genomen. Dat is in strijd met het oorlogsrecht, aldus de memo.